# Дарлінгтон (футбольний клуб)
ФК «Дарлінгтон» (англ. Darlington Football Club) — англійський футбольний клуб з однойменного  міста, заснований у 1883 році. Виступає в Національній лізі Півночі. Домашні матчі приймає на стадіоні «Блеквелл Мідовс», потужністю 3 300 глядачів.